# Антимодернізм
Антимодерні́зм — філософія критики та ідейна позиція скерована проти модернізації та її центральних аспектів: сучасної технології, індустріалізації, капіталізму, емпіризму та економічної глобалізації. Близькою концепцією є критика розвитку. Антимодерністи вважають модернізацію шкідливою як і для людини так і для навколишнього середовища. Антимодерністські рухи представляють широке коло критичних течій, що закликають до традиції, релігії, духовності, естетики, пацифізму і аграрних чеснот.

## Антимодернізм у християнстві
Відомими християнськими антимодерністами були домініканський монах Джироламо Савонарола та Папа Пій Х, який виступив проти безбожницьких модерністів в енцикліці Pascendi Dominici Gregis, в якій він характеризує модерністів, як ворогів не лише католицької релігії але й усіх релігій взагалі. Для нього модернізм складав «синтез всіх єресей». Папа Пій Х вимагав аби всі священики та інші церковні чиновники складали присягу проти модернізму. Ця присяга мала поновлятися ними щороку.

## Відомі антимодерністи
- Рене Генон (Rene Guenon), автор настільних книг антимодерністів «Криза сучасного світу» та «Правління Кількості та ознаки наших часів».
- Могандас Ґанді (Mohandas Gandi)
- Фрітьоф Шуон (Fritjof Schuon)
- Юліус Евола (Julius Evola), радикальний італійський антимодерніст, автор книги «Повстання проти сучасного світу», «Люди серед руїн» та «Приборкай тигра: Підручник виживання для аристократів душі».
- Чарльз Аптон (Charles Upton), свої погляди виклав в книзі «Система антихриста».
- Жак Елуль (Jacques Ellul), свої ідеї виклав в антимодерністських книгах «Технологічне Суспільство» та «Пропаганда»
- Освальд Шпенглер (Oswald Spengler) німецький романтик та філософ, виступив проти модернізму в відомій книзі «Занепад Заходу».
- Давід Ґросс (David Gross) автор книги «Минуле в руїнах: традиція та критика сучасності».
- Вернер Зомбарт (Werner Somabrt) написав «Суть капіталізму» а також «Євреї та сучасний капіталізм».